# Smash Into Pieces
Smash Into Pieces — шведская рок-группа, образованная в Эребру в 2008 году. В сотрудничестве с лейблом Gain/Sony Music группа выпустила четыре студийных альбома. Пятый альбом Arcadia увидел свет в августе 2020 года — группа выпустила его самостоятельно, без поддержки лейблов.

## История
В 2008 году гитарист Бенджамин «Банджо» Йеннебо и барабанщик Исак Сноу встретились на репетиционной точке и, сыграв вместе, приняли решение создать свою группу. Позже к ним присоединились вокалист Крис Адам Хедман Сёрбю, гитарист Пер Бергквист и бас-гитарист Виктор «Вирре» Видлунд. От гаражных репетиций группа перешла к выступлениям в местных пабах, а уже в 2009 совершила первый серьёзный рывок, приняв участие в шоу «Talang» (шведская версия Got Talent). Коллектив дошёл до полуфинала, но решил покинуть конкурс ради контракта с лейблом Ninetone Records.
Сотрудничество продлилось недолго — выпустив всего один сингл Fading, музыканты расторгли контракт и продолжили записывать песни и гастролировать самостоятельно. Наконец, в 2012 году Smash Into Pieces стали участниками лейбла Gain/Sony Music, и в том же году победили в номинации «Прорыв-2012» на ежегодной премии шведской радиостанции Bandit Rock.
Дебютный альбом Unbreakable был выпущен 10 апреля 2013 года и попал на третью строчку в шведском рок-чарте. Полгода спустя группа впервые выступила с концертом в Японии, и в 2014 году японский лейбл Nexus (King Records) выпустил специальное издание альбома Unbreakable. Весной 2014 года группа отправилась в первое европейское турне «The Invincible Tour» совместно с группами Amaranthe и Deals Death. 
В феврале 2015 Smash Into Pieces выпускают второй студийный альбом The Apocalypse DJ, где к прежнему рок-звучанию добавилось чуть больше электроники. В альбоме появляется женский вокал (в лице гостьи из Amaranthe Элиз Рид), а сингл Disaster Highway становится первой песней группы, набравшей более миллиона прослушиваний на Spotify. Как и предыдущий альбом, The Apocalypse DJ был выпущен отдельным изданием в Японии.
В 2016 году группу покидает её основатель и барабанщик Исак Сноу. Позже за ним последовал бас-гитарист Виктор Видлунд. Их место занял мистический персонаж под псевдонимом The Apocalypse DJ — «духовный талисман» группы, не раскрывающий своего лица и появляющийся в клипах исключительно в маске с логотипом группы.
Прорывным для Smash Into Pieces стал третий альбом Rise And Shine, вышедший 27 января 2017 года — в нём музыканты заметно обновили свой стиль звучания, добавив ещё больше элементов электронной музыки. Затем последовали три крупных тура по Северной Америке, Европе и Скандинавии. После выхода Rise And Shine группа стала записывать новый материал в перерывах между турами.
В записи четвертого альбома Evolver принял участие продюсер Дино Меданходжич. Альбом был выпущен 12 октября 2018 года и встретил смешанные отзывы критиков.
Следующий альбом Arcadia вышел 28 августа 2020 года. Он стал первым альбомом, который Smash Into Pieces выпустили самостоятельно, без поддержки лейблов. Все песни альбома объединены одним концептом: Arcadia — вселенная видеоигры под управлением искусственного интеллекта S4Y. С ним борется протагонист игры по имени Апок (Apoc): каждый трек в альбоме представлен как отдельный эпизод его миссии. В альбом также вошёл кавер на песню Mad World группы Tears for Fears.
В январе 2024 года вокалист группы Крис Адам Хедман Сёрбю и каратист Сэмуел Эрикссон приняли участие в записи трека Outcome группы Dead by April. Песня и видеоклип были официально выпущены 26 января 2024 года. 

### Участие в Melodifestivalen
Smash Into Pieces дважды попадали в финал Melodifestivalen — шведского национального отбора на конкурс песни Евровидение. В 2023 году с песней Six Feet Under они заняли третье место, уступив победительнице Лорин и дуэту Marcus & Martinus.
На конкурсе 2024 года Smash Into Pieces представили песню Heroes Are Calling. Группа выиграла первый отборочный тур и попала в финал, где снова заняла третье место. В финале со значительным отрывом победил дуэт Marcus & Martinus, второе место заняла хип-хоп группа Medina.

## Состав группы
- Крис Адам Хедман Сёрбю — вокал
- Бенджамин Йеннебо — гитара
- Пер Бергквист — ритм-гитара
- The Apocalypse DJ — ударные

Бывшие участники:
- Виктор Видлунд — бас-гитара
- Исак Сноу — ударные

## Дискография
| - 2013 — Unbreakable - 2015 — The Apocalypse DJ - 2017 — Rise & Shine - 2018 — Evolver - 2020 — Arcadia - 2021 — A New Horizon - 2022 — Disconnect - 2024 — Ghost Code | - 2021 — VR - 2022 — Heathens |

| Год  | Название                               |
| ---- | -------------------------------------- |
| 2009 | Fading                                 |
| 2012 | I Want You To Know                     |
| 2013 | Сolder                                 |
| 2013 | A Friend Like You                      |
| 2013 | Unbreakable                            |
| 2014 | Disaster Highway                       |
| 2015 | Checkmate                              |
| 2016 | Merry Go Round                         |
| 2016 | Merry Go Round (Acoustic Live Version) |
| 2016 | Let Me Be Your Superhero               |
| 2016 | Higher                                 |
| 2017 | YOLO                                   |
| 2017 | Boomerang (feat. Jay Smith)            |
| 2017 | Radioactive Mother (Lover)             |
| 2018 | Superstar In Me                        |
| 2018 | Ride with U                            |
| 2018 | In Need of Medicine                    |
| 2019 | Human                                  |
| 2019 | Arcadia                                |
| 2019 | Ego                                    |
| 2020 | Mad World (Tears for Fears cover)      |
| 2020 | Godsent                                |
| 2020 | All Eyes on You                        |
| 2020 | Everything They S4Y                    |
| 2020 | Big Bang                               |
| 2020 | Counting on Me                         |
| 2021 | Wake Up                                |
| 2021 | Real One                               |
| 2021 | Fading                                 |
| 2021 | Broken Parts                           |
| 2021 | Not Waiting For Heaven                 |

| Год  | Название                                |
| ---- | --------------------------------------- |
| 2013 | Colder                                  |
| 2013 | A Friend Like You                       |
| 2019 | EGO                                     |
| 2020 | Mad World                               |
| 2020 | Arcadia                                 |
| 2020 | Everything They S4Y                     |
| 2020 | Superstar In Me                         |
| 2020 | Big Bang                                |
| 2020 | Wake Up                                 |
| 2021 | Rise Up                                 |
| 2021 | Real One                                |
| 2021 | My Wildest Dream                        |
| 2021 | Broken Parts                            |
| 2021 | Cut You Off                             |
| 2021 | Glow In The Dark                        |
| 2021 | Running Away From Home                  |
| 2021 | A New Horizon                           |
| 2021 | The Rain                                |
| 2021 | Running Away From Home (Acoustic Video) |
| 2022 | Not Waiting For Heaven                  |
| 2022 | Vanguard                                |
| 2022 | Heathens                                |
| 2022 | Reckoning                               |